# Обстріли Павлограда
Обстріли Павлограда — серія артилерійських обстрілів та повітряних нальотів, здійснених російськими окупантами по місту Павлоград у ході вторгнення в Україну 2022 року.

## 2022
22 березня ворог наніс удари по залізничній станції Павлоград II, внаслідок чого знищене залізничне полотно, 15 вантажних вагонів зійшли з рейок також 1 жертва.
2 квітня ворог завдав двох ударів: перший по залізничній інфраструктурі, через це були пошкоджені колії і вибух вагонів, другий удар був на відкритій місцевості.

## 2023
16 лютого о 3:00 було здійснено атаку на промислову інфраструктуру, знищено 7 будинків, загинула 1 людина, 7 постраждалих.
1 травня була здійснена ракетна атака, внаслідок якої пошкоджено понад 85 будинків, постраждало 34 особи.
18 жовтня була здійснена атака на інфраструктурний об'єкт, жертв немає, ніхто не постраждав.

## 2024
23 січня внаслідок масованого ракетного обстрілу по Україні пошкоджено інфрастуктуру, дві школи та вісім багатоповерхівок, загинула 1 людина.
19 квітня була здійснена комбінована атака на місто: крилаті ракети та БпЛА Шахед-131/136.
7 липня після збиття ракет, які летіли на місто силами ППО було пошкоджено уламками декілька приватних будинків.
15 серпня була здіййснена атака на нежитлову споруду.
6 вересня було здійснено черговий воєнний злочин ворожими військами. Здійснена атака на цивільну інфраструктуру, внаслідок чого загинула 1 людина і 82 постраждалих.

## Див.також
- Хронологія російського вторгнення в Україну (з 2022)